# Тукаєво (Чекмагушівський район)
Тука́єво (рос. Тукаево, башк. Туҡай) — присілок у складі Чекмагушівського району Башкортостану, Росія. Входить до складу Новобалтачевської сільської ради.
Населення — 80 осіб (2010; 105 у 2002).
Національний склад:
- татари — 73 %